# Saturn Award für den besten TV-Nachwuchsschauspieler
Folgende Darsteller haben den Saturn Award für den besten TV-Nachwuchsschauspieler gewonnen:
| Jahr |                | Preisträger        | Serie            | Weitere Nominierungen |
| ---- | -------------- | ------------------ | ---------------- | --- |
| 2014 |                | Chandler Riggs     | The Walking Dead | Colin Ford für Under the Dome Jared S. Gilmore für Once Upon a Time – Es war einmal … Jack Gleeson für Game of Thrones Connor Jessup für Falling Skies Mackenzie Lintz für Under the Dome                                      |
| 2015 |                | Maisie Williams    | Game of Thrones  | Camren Bicondova für Gotham Maxim Knight für Falling Skies Tyler Posey für Teen Wolf Chandler Riggs für The Walking Dead Holly Taylor für The Americans                                                                        |
| 2016 |                | Chandler Riggs     | The Walking Dead | Max Charles für The Strain Frank Dillane für Fear the Walking Dead Jodelle Ferland für Dark Matter Brenock O’Connor für Game of Thrones Dylan Sprayberry für Teen Wolf Maisie Williams für Game of Thrones                     |
| 2017 |                | Millie Bobby Brown | Stranger Things  | K. J. Apa für Riverdale Max Charles für The Strain Alycia Debnam-Carey für Fear the Walking Dead Lorenzo James Henrie für Fear the Walking Dead Chandler Riggs für The Walking Dead                                            |
| 2018 |                | Chandler Riggs     | The Walking Dead | K. J. Apa für Riverdale Millie Bobby Brown für Stranger Things Max Charles für The Strain Alycia Debnam-Carey für Fear the Walking Dead David Mazouz für Gotham Lili Reinhart für Riverdale Cole Sprouse für Riverdale         |
| 2019 |                | Maisie Williams    | Game of Thrones  | K. J. Apa für Riverdale Tosin Cole für Doctor Who Cameron Cuffe für Krypton Benjamin Wadsworth für Deadly Class David Mazouz für Gotham Cole Sprouse für Riverdale                                                             |
| 2021 |                | Brec Bassinger     | Stargirl         | Freya Allan für The Witcher Isa Briones für Star Trek: Picard Maxwell Jenkins für Lost in Space – Verschollen zwischen fremden Welten Madison Lintz für Bosch Cassady McClincy für The Walking Dead Erin Moriarty für The Boys |
| 2022 | Netzwerk/Kabel | Brec Bassinger     | Stargirl         | Jack Alcott für Dexter: New Blood Zackary Arthur für Chucky Gus Birney für Shining Vale Jordan Elsass für Superman & Lois Alex Garfin für Superman & Lois                                                                      |
|      | Streaming      | Iman Vellani       | Ms. Marvel       | Vivien Lyra Blair für Obi-Wan Kenobi Maxwell Jenkins für Lost in Space – Verschollen zwischen fremden Welten Gaten Matarazzo für Stranger Things Sadie Sink für Stranger Things Hailee Steinfeld für Hawkeye                   |
| 2024 |                | Jenna Ortega       | Wednesday        | Milly Alcock für House of the Dragon Freya Allan für The Witcher Zackary Arthur für Chucky Brec Bassinger für Stargirl Bella Ramsey für The Last of Us Igby Rigney für Gänsehaut um Mitternacht                                |
| 2025 |                | Xolo Maridueña     | Cobra Kai        | Zackary Arthur für Chucky Hannah Cheramy für From Cameron Crovetti für The Boys Rhenzy Feliz für The Penguin Joe Locke für Agatha All Along Louis Puech Scigliuzzi für The Walking Dead: Daryl Dixon                           |